# Пол Франкьор
Пол Луи Франкьор (на френски: Paul Louis Frankeur) е френски актьор. 

## Биография
Той е роден на 29 юни 1905 година в Париж. През 30-те години започва да играе в трупата „Груп Октобр“, а през 40-те и в киното. След войната участва във филми като „Празничен ден“ („Jour de fête“, 1949) на Жак Тати и „Млечният път“ („La Voie lactée“, 1969), „Дискретният чар на буржоазията“ („Le Charme discret de la bourgeoisie“, 1972) и „Призракът на свободата“ („Le fantôme de la liberté“, 1974) на Луис Бунюел.
Пол Франкьор умира на 27 октомври 1974 година в Невер.

## Избрана филмография
| година | филм                           | оригинално заглавие                 | роля             | режисьор       |
| ------ | ------------------------------ | ----------------------------------- | ---------------- | -------------- |
| 1954   | Не пипай мангизите             | Touchez pas au grisbi               | Пиеро            | Жак Бекер      |
| 1958   | Среднощни безредици            | Le désordre et la nuit              | Инспектор Чавил  | Жил Гранжие    |
| 1959   | Архимед, скитника              | Archimède le clochard               | господин Грегоар | Жил Гранжие    |
| 1962   | Джентълменът от Епсъм          | Le Gentleman d'Epsom                | Артур            | Жил Гранжие    |
| 1969   | Млечният път                   | La Voie lactée                      | Пиер             | Луис Бунюел    |
| 1969   | Моят чичо Бенжамен             | Mon oncle Benjamin                  | Минсит           | Едуар Молинаро |
| 1972   | Дискретният чар на буржоазията | Le charme discret de la bourgeoisie | Мосю Тевено      | Луис Бунюел    |
| 1974   | Призракът на свободата         | Le Fantôme de la liberté            | Мосю Лежендре    | Луис Бунюел    |